# Joseph Jouannin
Joseph Marie Jouannin (Saint-Brieuc, 6 septembre 1783 - Paris, 31 janvier 1844) est un orientaliste français.

## Biographie
Il apprend le turc et le persan à l’École des langues de Constantinople (1787) et dès 1802 est chargé par Guillaume Brune d'étudier la situation politique autour de la mer Noire où se battent Turcs, Russes et Persans.
Il part ainsi de Constantinople le 20 septembre 1803 et visite Amasra, Sinople, Trébizonde et Sébastopol avant de revenir à Constantinople le 22 février 1804.
Attaché en 1807 comme interprète, sous les ordres de Claude Mathieu de Gardane, à la grande ambassade que Napoléon a envoyée à la cour de Perse afin d'y conclure une alliance contre la Russie et l'Angleterre, il part avec la mission de Scutari le 1er septembre 1807, traverse l'Anatolie, l'Arménie et le Kurdistan et arrive à Téhéran le 4 décembre où le chah les accueille aimablement. Malheureusement, les intrigues anglaises et l'absence de nouvelles de Napoléon, rendent la position intenable. Gardane décide de quitter Téhéran et n'y laisse que deux interprètes, Nerciat et Jouannin (février 1809) qui vont demeurer auprès du chah jusqu'en avril 1809 avant de se replier sur Tauris où ils ne tardent pas à être chassés.
À la Restauration, Jouannin est de nouveau envoyé à Constantinople puis, en 1825, voyage en Bithynie. Directeur de l’École des langues orientales et professeur suppléant de persan au Collège de France, secrétaire général de la Société de géographie de Paris (1830-1832), il est membre de la Commission scientifique en Algérie en 1839.
Il est nommé chevalier de la Légion d'honneur en 1824.

## Publications
- Souvenirs d'un séjour à Brousse en Bithynie, dans l'année 1825, Bulletin de la Société de géographie no 74, juin 1829
- "Statu quo" d'Orient, revue des événements qui se sont passés en Turquie pendant l'année 1838, 1839
- Turquie, avec Jules Van Gaver, 1840